# 接ぎ木

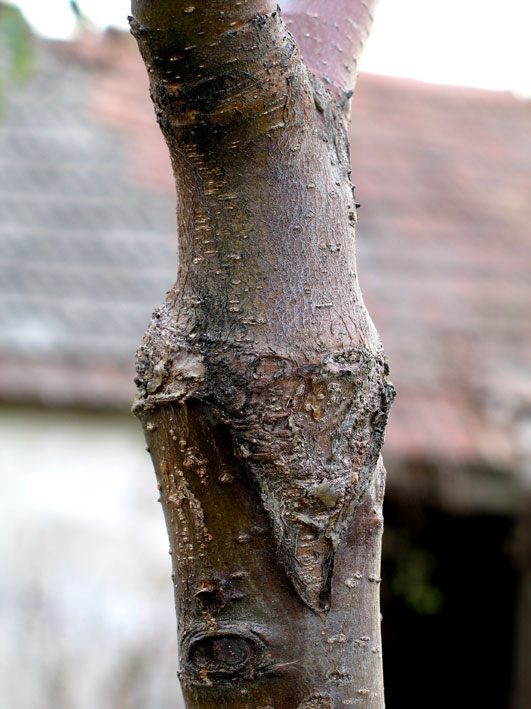
V字に接ぎ木し固定されたリンゴの木

接ぎ木（つぎき、英: Grafting）とは、2個以上の植物体を、人為的に作った切断面で接着して、1つの個体とすることである。このとき、上部にする植物体を穂木(接穂、継穂、ほぎ、つぎほ)、下部にする植物体を台木という。
通常、遺伝的に異なる部分から構成されている個体を作る技術として用いられるが、穂木の増産・入れ替え、根の病害虫対策、狭い果樹園での受粉、果樹等の育種年限の短縮化、げっ歯類などから受けた傷の治療、接木キメラの育成などの目的で行われる場合もある。

## 概説

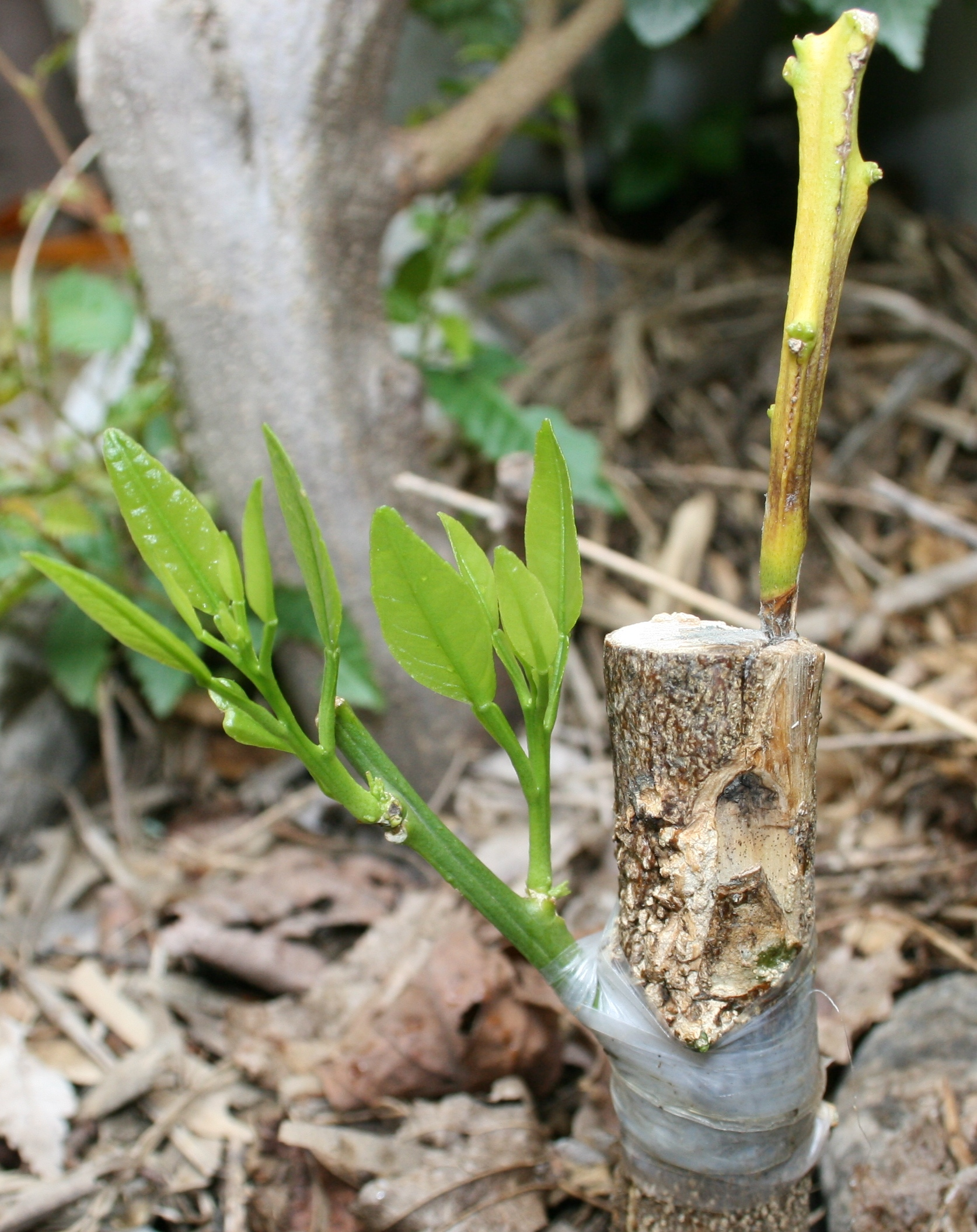
柑橘類の台木にデコポンを接ぎ木した例（左は接ぎ木後に新たな葉が成長、右上は接ぎ木に失敗し枝が枯れる）

接ぎ木は、挿し木や取り木と同じく有用植物を枝単位で栄養生殖させる方法である。他の方法と根本的に異なるのは、目的とする植物の枝から根を出させるのではなく、別の植物の根の上に目的の植物の枝をつなぐことである。接ぎ穂と台木は近縁な方が定着しやすいが、実際には同種ではない組合せもよく使われる。うまくいけばつないだ部分で互いの組織が癒合し、一見は一つの植物のような姿で成長する。勿論実際にはこの接触させた位置より上は目的の植物の枝から生長したものであり、それより下は台木の植物のものであり、遺伝的に異なっている。ただし、まれにこれらが混じり合ってキメラや、更に遺伝子のやりとりが行われることもある（後述）。接ぎ木が成立する仕組みとして、細胞壁を溶かす酵素セルラーゼが働くと接ぎ木がしやすくなることが確認されている。
接ぎ木の目的は接ぎ穂とする植物の増殖であることが多い。挿し木とは異なってはじめから根があることが有利な点となる。欠点は、台木となる成長した植物を準備する必要があるために、挿し木ほど効率がよい繁殖が出来ない。
接ぎ木の目的としては、このほかに接ぎ穂にする植物の根を台木の植物に置き換えることそのものである例もある。改良された農業品種は性質が弱い場合がままあり、例えば根の病害虫に対して弱い場合もある。このようなとき、より強健な野生種の根を台木にしてその品種を接ぎ木するのが有効であることがある。更に特殊な例では、葉緑体を持たなくなった品種を野生種の上に接いで育てる、というサボテンの例もある。コニファーでは、根張りの悪い品種の欠点を補うために接ぎ木での繁殖が行われることがある。
よくある失敗としては、台木の方から新芽が出た場合、こちらが元気になっていつの間にか接ぎ穂の方がなくなってしまう、というのがある。たとえばライラックを植えていたのに花が咲くと何故かイボタノキだった、というのがこれにあたる。
国際花と緑の博覧会で展示されたトマピーナも接ぎ木により作られた。
野菜への接ぎ木栽培は、1927年に兵庫県明石郡林崎村（現・明石市林崎町）の農家、竹中長蔵がスイカのつる割病対策として開発したものが世界初である。その後、ナス、トマト、ピーマン、キュウリ、メロン等、様々な野菜の接ぎ木栽培技術が開発された。1987年のモントリオール議定書採択により、土壌消毒剤の臭化メチルが使用禁止となり、これに代わる接ぎ木栽培が求められた。1990年に板木利隆が「全農式幼苗接ぎ木苗生産システム」を開発し、これは現在、世界でもっとも普及しているセル成型苗利用の接ぎ木法である。

## 目的と実例

### 新品種の増殖、保存および収穫までの期間の短縮
- 果樹一般
  - 穂木：新品種
  - 果樹の枝変わりや新品種は遺伝的に固定していないので、増殖には接ぎ木を利用する。

### 病害虫被害の回避
- トマト
  - 台木：病害抵抗性をもつトマト、穂木：トマト　
  - 青枯れ病などの回避
- スイカ
  - 台木：ユウガオ・カボチャ・トウガン、穂木：スイカ
  - つる割れ病などの回避
- ブドウ
  - 台木：フィロキセラ抵抗性をもつブドウ、穂木：ブドウ
  - フィロキセラによる害の回避

### 経済的価値（品質・収穫数）の向上
- キュウリ
  - 台木：カボチャ、穂木：キュウリ
  - ブルームレス（果実表面の白い粉がない）キュウリを作る。
- バラ
  - 台木：ノイバラ、穂木：バラ
  - 切り花本数の増加
- ナス[4]
  - 台木：アカナス、穂木：ナス

### 植物体の矮化
- リンゴ
  - 台木：JM系挿し木台木・マルバカイドウに接いだM系中間台木、穂木：リンゴ
  - 樹木の高さを低くして（矮化）、収穫などの作業を行いやすくする。
- ナシ
  - 台木：マンシュウマメナシ・ホクシマメナシ（Pyrus betulifolia）、マルバカイドウなど、穂木：ナシ
  - 樹木の高さを低くして（矮化）、収穫などの作業を行いやすくする。
- カンキツ
  - 台木：柑橘の台木は半矮性台木であるカラタチを通常はもちいるが、樹勢が強い品種はさらなる矮化を目的にヒリュウを台木に使用する場合がある。穂木：青島温州、今村温州、大津四号など
  - 樹木の高さを低くして（矮化）、収穫などの作業を行いやすくし、結果母枝を弱くし、果実肥大を抑制させ、隔年結果を防ぐ。糖度も向上する。
- モモ
  - 台木：ニワウメ・ユスラウメなど、穂木：モモ
  - 樹木の高さを低くして（矮化）、収穫などの作業を行いやすくする。
  - 品種によって台木との相性差が激しく、相性の悪い品種では数年後に枯死したり果実に苦味が出る事例があるため一部産地で普及するにとどまる。
- カキ
  - 台木：豊楽台・静カ台など、穂木：カキ
  - 樹木の高さを低くして（矮化）、収穫などの作業を行いやすくする。
  - 矮性台木品種は最近開発されたばかりのため、まだ普及していない。

### 光合成のできない変異種の生命維持
- サボテン
  - 台木：ドラゴンフルーツ(ヒモサボテン属。園芸における品種名：百連閣もしくは三角柱)・三角袖・龍神木・袖ヶ浦・キリン団扇・杢キリン・鬼面角・臥龍・紅団扇など、穂木：緋牡丹、山吹などの葉緑体を失った色変わり品種。他でも斑入りでしかも斑の部分の割合が特に多い場合、接ぎ木が必須となることがある。
  - サボテンの他の品種も、成長の促進、開花頻度の改善のほか、根腐れや感染症を起こし始めた株の壊死回避などを意図してしばしば接ぎ木される。サボテンは日本の湿潤環境が生育に厳しい種も少なくなく、そうした難物は接ぎ木でなければ栽培不可ともいわれた。一方でサボテンでの接ぎ木は観賞価値への影響も大きく、台木の有無や大きさが市場価値を左右したり、他にも成長が早い台木は寿命が短い物が多いなどの問題から独特の発展を生じた。

## 手法の種類

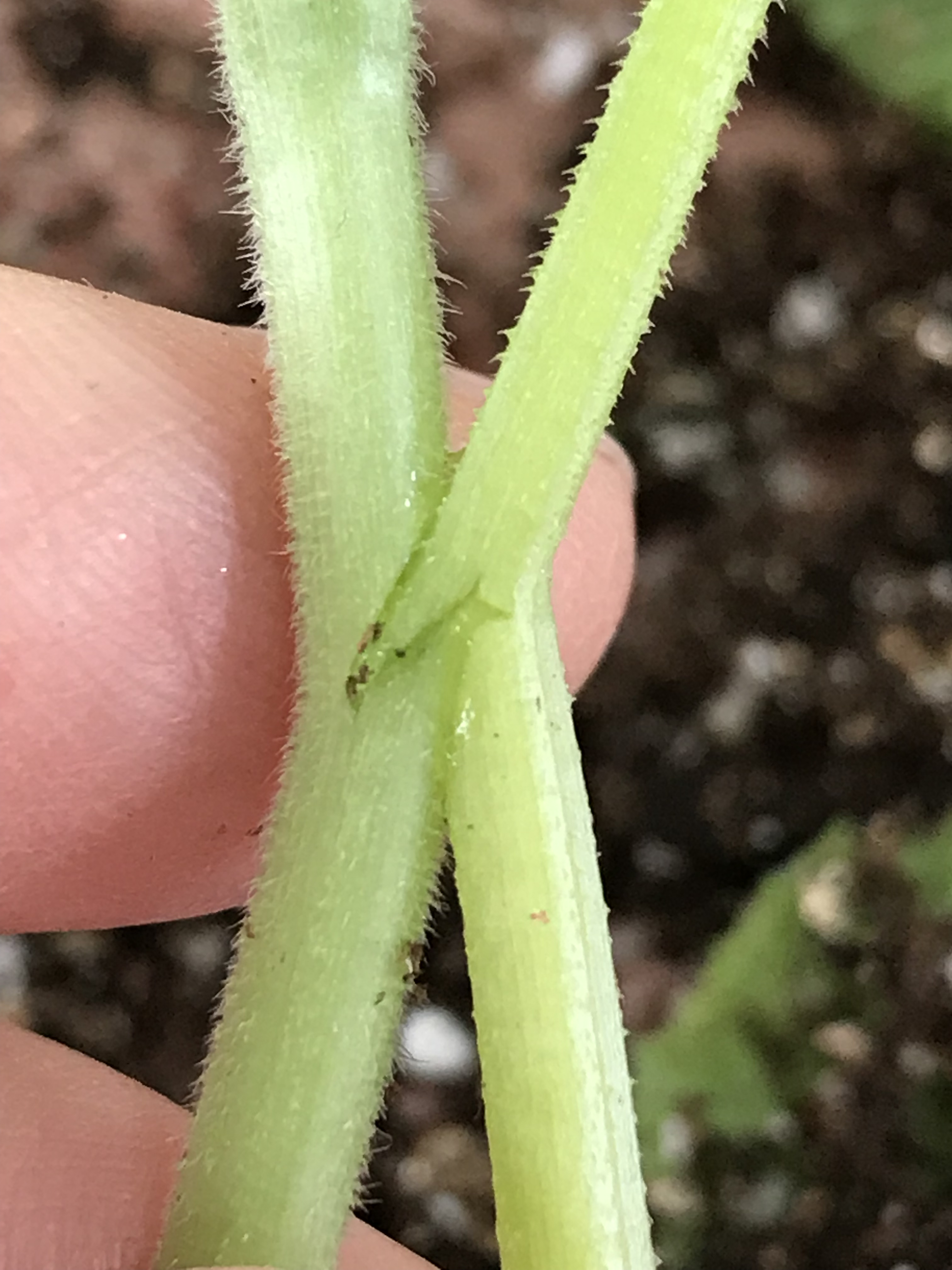
きゅうりの苗の接木の部分。左が台木(かぼちゃの一種)、右がきゅうり。

枝接ぎ（切接ぎ・腹接ぎ・割接ぎ）
芽を持った枝を穂木にして接ぐ。穂木と接触する台木の面の切り方で3方法に分けられる。切接ぎは、台木上端から側面を切り下げてできた形成層断面の間に穂木を挿入する接ぎ方。腹接ぎは、台木途中から側面を切り下げてできた形成層断面の間に穂木を挿入する接ぎ方で、やり直し可能。割接ぎは、台木上端から中央を切り下げてできた形成層断面の間に穂木を挿入する接ぎ方。
芽接ぎ
台木の樹皮を剥ぎ、そこに芽を接ぐ。成功・失敗が早く判定でき、やり直しも可能。
根接ぎ
台木の根を穂木に接ぐ。樹勢回復のため用いられることもある。
呼び接ぎ
穂木を元の植物から切り離さない状態で接ぐ方法。台木と穂木を削ぎ、両者の形成層を密着させ、活着を確認した後で、穂木下部を切り除く。
高接ぎ
高接ぎは穂木の状態とは関係なく、台木に接ぐ位置で分けた呼び方。植物の高い位置で接ぐ方法。枝接ぎ・芽接ぎなどで行われる。
刺し接ぎ
サボテン科で用いられる高接ぎの一種で、木の葉サボテンを台木にする場合台木先端を尖らせて、玉サボテンなどの穂木に刺して接ぐ方法がある。
実生接ぎ
サボテン科で用いられる。発芽してすぐのサボテンを穂木にする。
直し接ぎ
サボテン科で用いられる。三角柱など短命な台木から穂木を切り取り、竜神木など永久台木に再度接ぎ木する、あるいは病気等に侵された台木を捨てて穂木を移す。
接ぎ下ろし
サボテン科で用いられる。接ぎ穂が適当な大きさに育ったところで台木を切除する。植えている状態では見えない程度に台木を短く残す、台木の根を生じる中心軸部のみ残す（髄下ろし）、台木の組織を完全に取り除き自根の発生を促す本来的な接ぎ下ろしなど、何種類かのパターンがあり後者ほど難度と純度が高い。
なお、接ぎ木ではないが破片の挿し木から発芽させて殖やした苗など、根株側の見目が悪いものも接ぎ下ろしと同様に切り取って植え直すことがある。
その他
2020年8月7日の科学雑誌『Science』に、近縁の種で行われていた接ぎ木を遠縁の種でも可能とする接ぎ木としてタバコ属を中継ぎの接ぎ木とする方法が報告された。

## 備考
- 花成ホルモン（フロリゲン）の生成についての研究で、接ぎ木を用いた実験が広く知られている。
- 接ぎ木による周縁キメラの作成[6]。2種類のトマト属（Lycopersicon、現在はナス属Solanumに分類される）植物を材料に使って接ぎ木した後、接ぎ木の接合面を横切る形で切断した。その切断面から生じた新芽は周縁キメラであることが確認された。
- 有毒植物を台木とし食用植物を穂木とする接ぎ木は、チョウセンアサガオとナスの組み合わせにおいて食中毒例の報告がある。有毒成分の移動に関しては研究結果を待つ必要があるが、このような組み合わせの接ぎ木は避けるべきであると考えられる。
- ベンサミアナタバコをシロイヌナズナに接ぎ木したところ、オートファジーによって不要なたんぱく質などを包み込んだオートファゴソームが栄養が枯渇する穂木側に見られた。オートファジーに関係する遺伝子の機能を欠損させた変異体では、傷口を修復させる癒合組織カルスの量も減少し、接ぎ木の成功率が低下した[7][8]。

## 接木雑種
接木雑種（つぎきざっしゅ）とは、異なる品種の作物を接ぎ木した結果、変異などにより、生じた新種。栄養雑種（えいようざっしゅ） ともいう。
古代ギリシア人は接ぎ木によって果実の香りや色を改良するよう試みた。ソ連のルイセンコは接木のみで雑種ができると主張し、遺伝的な性質までも変化させるという学説を流布した。スターリン、ソ連政府のお墨付きによって絶対的な学説とされたが、科学的な実証性のない学説であったため、その後、接木によって新しい品種はできないとされた。
ルイセンコ理論が否定された後も、接ぎ木によって、新しい品種をつくろうとする農業生産者の取り組みは独自にすすめられた。2009年には、佐賀県武雄市の生産者が温州ミカンの木にレモンの苗木を接ぎ木することで、味が甘く形が丸いレモンをつくることに成功している。現代の正確なDNA分析によって確認されている 接木雑種としてトウガラシとピーマンの接ぎ木で生まれた「ピートン」がある。「サイエンス」の2009年5月1日号には、ドイツのマックス・プランク研究所の研究者が接ぎ木で細胞間の遺伝物質の交換が生じることを示唆する論文が発表された。